# Île Mac Murdo
L'île Mac Murdo est une île française de l'archipel des Kerguelen située dans l'océan Indien au nord-nord-est de la île Foch et au sud de l'île Howe. Elle est baignée par les eaux du golfe Choiseul au nord-ouest et par celles de la baie Rhodes au sud-est.

## Histoire
Le baron Pierre Decouz visite l'île le 22 décembre 1912 et dit de l'île qu'elle pourrait accueillir 300 moutons.
A la suite d'une visite du naturaliste Étienne Peau en 1924, un décret du 3 janvier 1925 érige l'île Howe ainsi que ses voisines les îles Mac Murdo et Briand, en parc national pour la sauvegarde des éléphants de mer, mais les chasseurs ne respectent pas la réserve naturelle comme le dénonce en 1954 Edgar Aubert de la Rüe.